# Сити Парк Отель Сочи
Гости́ница «Сити Парк Отель Сочи» (City Park Hotel Sochi; 1966—2000 — гостиница «Ленинград», 2000—2006 — «Рэдиссон САС Лазурная Парк Отель», 2007—2020 — «Маринс Парк Отель») — четырёхзвёздочный отель в Центральном районе города Сочи, Краснодарский край, Россия.
Одиннадцатиэтажная гостиница построена в 1966 году по проекту архитектора Л. Ю. Гальперина с соавторами — М. А. Аронштамом и М. Н. Михайловым как гостиница «Ленинград». Открыта 5 ноября 1966. В ней могли разместиться 825 гостей.
В 2000 году на конкурсной основе контрольный пакет акций гостиницы «Ленинград» выкупила американская управляющая компания Radisson SAS Hotels & Resorts. Гостиница получила новое название «Рэдиссон САС Лазурная Парк Отель», торжественное открытие состоялось в июне 2002 года.
С 2007 по 2020 год отель входил в сеть «Marins Hotels» под новым названием «Маринс Парк Отель Сочи». С 2021 года отель переименовался в «City Park Hotel Sochi» (Сити Парк Отель Сочи).

## Адрес
- 354000 Россия, г. Сочи, пер. Морской, 2